# Борисов Юрій Сергійович (підприємець)
Юрій Сергійович Борисов (16 січня 1974, Могилів-Подільський) — колишній український підприємець і урядовець. Один із найближчих партнерів проросійського олігарха Дмитра Фірташа. З 2014 року оголошений у розшук за кількома статтями, переховується за кордоном.

## Життєпис
2003 — закінчив Чернівецький національний університет за спеціальністю «політологія», 2009 — за спеціальністю «державне управління».
2001-2003 — ТОВ «Нафта Сервіс — Україна» (будівництво та реконструкція автозаправних станцій), комерційний директор, фахівець з керування проектами. Не виключено, що отримав цю посаду завдяки знайомству з тодішнім радником віце-президента ВАТ «Тюменська нафтова компанія» Феліксом Лунєвим, з яким вони вчилися у Чернівецькому національному університеті (а його вважають близьким родичем британського бізнесмена Сергія Лунєва, засновника ТОВ «Нафта Сервіс — Україна»).
2003-2005 — директор представництва фірми «Коллайд С. А.» в Києві. Фірма презентувала в Україні інтереси офшорної компанії Collide Limited (Британські Віргінські острови), яка надавала послуги з перевалки нафти через морський термінал «Південний», подконтрольный НАК «Нафтогаз України», якою тоді керував Юрій Бойко.
2005-2006 — генеральний директор ТОВ «РСДж Україна» (Київ; власник — Дмитро Фірташ).
2007-2010 — виконавчий директор ТОВ «РСДж Україна» (згодом — ТОВ «ОСТХЕМ Україна», входить до OSTCHEM Holding, що об'єднує хімічні підприємства Дмитра Фірташа).
З 2014 року оголошений у розшук за кількома статтями, переховується за кордоном.